# Circaetini
Circaetini – plemię ptaków z podrodziny jastrzębi (Accipitrinae) w rodzinie jastrzębiowatych (Accipitridae). 

## Zasięg występowania
Plemię obejmuje gatunki drapieżne, zamieszkujące ciepłe obszary Starego Świata. 

## Charakterystyka
Ptaki te charakteryzują się następującymi cechami:
- mają silne szpony
- polują głównie na gady.

## Systematyka
Do plemienia należą następujące rodzaje:
- Spilornis G.R. Gray, 1840
- Pithecophaga Ogilvie-Grant, 1896 – jedynym przedstawicielem jest Pithecophaga jefferyi Ogilvie-Grant, 1896 – małpożer
- Terathopius Lesson, 1830 – jedynym przedstawicielem jest Terathopius ecaudatus (Daudin, 1800) – kuglarz
- Circaetus Vieillot, 1816